# Beuve de Hantone
Beuve de Hantone és una cançó de gesta francesa del segle xii.

## Argument
Guy de Hantone, comte de Hampton (és a dir Southampton), està casat amb una dama jove, que està enamorada de Doon (Doon d'Alemanya o de Mayence [és a dir Mainz], personatge del cicle dels vassalls rebels) i el convenç perquè organitzi l'assassinat de Guy. Guy és assassinat i la comtessa es casa amb Doon. Però el fill de Guy, Beuve, de deu anys, amenaça de venjar-se i la comtessa ordena que l'assassinin també. És salvat per un tutor lleial que se l'endú lluny. Beuve acaba sent venut com a esclau a Armènia. Allà s'enamora de la filla del rei, Josiane. Després de múltiples peripècies, que inclouen un primer matrimoni de Josiane obligada pel seu pare, Beuve aconseguirà venjar-se i matar Doon recuperant així els seus dominis. Serà, però, encara exiliat fins que aconseguirà coronar-se rei de Jerusalem, regne que deixarà als dos fills bessons que ha tingut amb Josiane.

## Versions
Es conserven diveses versions franceses d'aquesta cançó de gesta:
- una versió anglonormanda dels darrers anys del segle xii de 3.850 versos
- fins a 4 versions diferents en francès continental, que van dels 10 als 20 mil versos
- una versió en prosa, anterior a 1469, que es conserva en dos manuscrits i diverses versions impreses del segle xvi.

A més,
- una versió francoitaliana de 3.700 versos decasíl·labs conservada a la biblioteca Marciana de Venècia[1]
- tres versions italianes, en decasíl·labs (primera meitat del XV), en "ottava rima" (1480) i en prosa[2][3]

## Adaptacions
Aquest relat fou molt conegut per tot Europa. Hi fan al·lusió els trobadors catalans Guillem de Berguedà i Guerau de Cabrera. A més de les versions franceses i italianes esmentades, se'n conserven en anglès, irlandès, antic norueg (Bevers saga) i gal·lès. A partir de la versió italiana se'n feu una de croata, traduïda al rus el segle xvi i que es convertí en un motiu molt popular a Rússia (Бове-королевиче o Bove-korolevitx).
Beves of Hamtoun n'és una adaptació en anglès mig de 1300 en vers. N'hi ha també una versió en ídix, el Bovo-Bukh de 1507-1508, escrita per Elia Levita a Pàdua a partir de la versió italiana; és el primer llibre no-religiós imprès en aquesta llengua.
Es recull també el motiu de Beuve de Hantone en I reali di Francia d'Andrea da Barberino.
La difusió del tema a Itàlia va fer que el segle xviii se'n fes una òpera, Buovo d'Antona, amb llibret de Carlo Goldoni i música de Tommaso Traetta.